# Adia aterrima
Adia aterrima är en tvåvingeart som först beskrevs av Willi Hennig 1967.  Adia aterrima ingår i släktet Adia och familjen blomsterflugor. Inga underarter finns listade i Catalogue of Life.